# Champions de France de natation en bassin de 50 m du 200 m brasse

## 200 mètres brasse messieurs
| Championnat | Lieu                                            | Athlète                          | Naissance | Âge   | Club                              | Temps                       |
| ----------- | ----------------------------------------------- | -------------------------------- | --------- | ----- | --------------------------------- | --------------------------- |
| 1908        |                                                 | Bignell                          |           |       | Royaume-Uni Libellule de Paris    |                             |
| 1909        |                                                 | Bignell                          |           |       | Royaume-Uni Libellule de Paris    |                             |
| 1910        |                                                 | Ernest Koerber                   |           |       | Libellule de Paris                | 3 min 37 s 4                |
| 1911        |                                                 | Ernest Koerber                   |           |       | Libellule de Paris                |                             |
| 1912        |                                                 | Eggmann                          |           |       | CN Lyon                           | 3 min 29 s 4 RF             |
| 1913        |                                                 | Daniel Lehu                      |           |       | Enfants de Neptune de Tourcoing   | 3 min 23 s 6 RF             |
| 1914        | non disputé                                     |                                  |           |       |                                   |                             |
| 1915        | Paris Les bains Deligny                         | Motheau                          |           |       | USL                               |                             |
| 1916        | Paris Les bains Deligny                         | Raoul Seghers                    |           |       | Libellule de Paris                |                             |
| 1917        | Paris Les bains Deligny                         | Raoul Seghers                    |           |       | Libellule de Paris                |                             |
| 1918        | Paris Les bains Deligny                         | Raoul Seghers                    |           |       | Libellule de Paris                |                             |
| 1919        | Tourcoing                                       | Léon Sommer                      |           |       | Club des Nageurs de Paris         | 3 min 18 s 8 RF             |
| 1920        | Paris La Villette, Bassin Niclausse             | Léon Sommer                      |           |       | Club des Nageurs de Paris         | 3 min 17 s 0                |
| 1921        | Strasbourg                                      | Léon Sommer                      |           |       | Club des Nageurs de Paris         | 3 min 10 s 0 RF             |
| 1922        | Tourcoing                                       | Léon Sommer                      |           |       | Club des Nageurs de Paris         | 3 min 10 s 4                |
| 1923        | Arras                                           | Henri Bouvier                    |           |       | SCUF                              | 3 min 09 s 8                |
| 1924        | non disputé                                     |                                  |           |       |                                   |                             |
| 1925        | Paris Les tourelles                             | Marius Zwiller                   |           |       | CN Nice                           | 3 min 09 s 4                |
| 1926        | Paris Les tourelles                             | Henri Bouvier                    |           |       | SCUF                              | 3 min 06 s 2                |
| 1927        | Paris Les tourelles                             | Georges Vallerey                 |           |       | Amiens AC                         | 3 min 10 s 8                |
| 1928        | Paris Les tourelles                             | Léon Tallon                      |           |       | CN Seine                          | 3 min 01 s 4                |
| 1929        | Paris Les tourelles                             | Léon Tallon                      |           |       | CN Seine                          | 3 min 00 s 2                |
| 1930        | Paris Les tourelles                             | André Schaffer                   |           |       | ASPP                              | 3 min 00 s 4                |
| 1931        | Paris Les tourelles                             | Jacques Cartonnet                |           |       | SCUF                              | 2 min 57 s 0                |
| 1932        | Marseille Chevalier Roze Sport (25 m)           | Jacques Cartonnet                |           |       | SCUF                              | 2 min 45 s 8                |
| 1933        | Paris Les tourelles                             | Alfred Schoebel                  |           |       | SCUF                              | 2 min 58 s 2                |
| 1934        | Paris Les tourelles                             | Alfred Schoebel                  |           |       | SCUF                              | 2 min 55 s 6                |
| 1935        | Bordeaux                                        | Jacques Cartonnet                |           |       | Stade français                    | 2 min 53 s 6                |
| 1936        | Paris Les tourelles                             | Jacques Cartonnet                |           |       | Paris                             | 2 min 54 s 2                |
| 1937        | Paris Les tourelles                             | Jacques Cartonnet                |           |       | Amateur SC                        | 2 min 53 s 2                |
| 1938        | Paris Les tourelles                             | Alfred Nakache                   | 1915      | 23    | Club des Nageurs de Paris         | 2 min 59 s 3                |
| 1939        | Paris Les tourelles                             | Jacques Cartonnet                |           |       | Amateur SC                        | 2 min 53 s 0                |
| 1940        | non disputé                                     |                                  |           |       |                                   |                             |
| 1941        | Toulouse                                        | Alfred Nakache                   | 1915      | 26    | Dauphins du TOEC                  | 2 min 52 s 2                |
| 1942        | Villeurbanne                                    | Alfred Nakache                   | 1915      | 27    | Dauphins du TOEC                  | 2 min 53 s 6                |
| 1943        | Toulouse Paris Les tourelles                    | Roland Gibel                     |           |       | RO Toulouse                       | 2 min 57 s 5                |
| 1944        | Paris Les tourelles Tourcoing Toulouse Bordeaux | Jacques Dupé                     |           |       | Paris UC                          | 3 min 03 s 0                |
| 1945        | Paris Les tourelles                             | Jean-Baptiste Grosborne          |           |       | Club des Nageurs de Paris         | 2 min 59 s 7                |
| 1946        | Paris Les tourelles                             | Alfred Nakache                   | 1915      | 31    | Dauphins du TOEC                  | 2 min 51 s 1                |
| 1947        | Paris Les tourelles                             | Maurice Lusien                   |           |       | Paris UC                          | 2 min 49 s 0                |
| 1948        | Paris Les tourelles                             | Maurice Lusien                   |           |       | Paris UC                          | 2 min 50 s 6                |
| 1949        | Paris Les tourelles                             | Maurice Lusien                   |           |       | Paris UC                          | 2 min 45 s 8                |
| 1950        | Paris Les tourelles                             | Maurice Lusien                   |           |       | Stade français                    | 2 min 44 s 0                |
| 1951        | Bordeaux                                        | Maurice Lusien                   |           |       | Stade français                    | 2 min 43 s 0                |
| 1952        | Paris Les tourelles                             | Maurice Lusien                   |           |       | Stade français                    | 2 min 43 s 0                |
| 1953        | Dijon                                           | Pierre Dumesnil                  |           |       | Racing Club de France             | 2 min 46 s 1                |
| 1954        | Paris Les tourelles                             | Hugues Broussard                 |           |       | Girondins de Bordeaux             | 2 min 48 s 1                |
| 1955        | Bellerive-sur-Allier                            | Hugues Broussard                 |           |       | Girondins de Bordeaux             | 2 min 46 s 3                |
| 1956        | Paris Georges Vallerey                          | Hugues Broussard                 |           |       | Girondins de Bordeaux             | 2 min 46 s 7                |
| 1957        | Paris Georges Vallerey                          | Alain Distinguin                 |           |       | Girondins de Bordeaux             | 2 min 55 s 2                |
| 1958        | Paris Georges Vallerey                          | Alain Distinguin                 |           |       | Girondins de Bordeaux             | 2 min 52 s 0                |
| 1959        | Alger                                           | Maurice Lusien                   |           |       | Cercle des nageurs de Marseille   | 2 min 52 s 3                |
| 1960        | Paris Georges Vallerey                          | Richard Audoly                   |           |       | Cercle des nageurs de Marseille   | 2 min 47 s 4                |
| 1961 hiver  | Paris Piscine de Pontoise (33,33m)              | Richard Audoly                   |           |       | Cercle des nageurs de Marseille   | 2 min 44 s 5                |
| 1961 été    | Paris Georges Vallerey                          | Georges Kiehl                    |           |       | CN Mulhouse                       | 2 min 46 s 0                |
| 1962 hiver  | Nancy                                           | Georges Kiehl                    |           |       | CN Mulhouse                       | 2 min 48 s 8                |
| 1962 été    | Paris Georges Vallerey                          | Georges Kiehl                    |           |       | CN Mulhouse                       | 2 min 46 s 7                |
| 1963 hiver  | Marseille Piscine Vallier (25 m)                | non disputé                      |           |       |                                   |                             |
| 1963 été    | Paris Georges Vallerey                          | Georges Kiehl                    |           |       | Mulhouse Olympic Natation         | 2 min 41 s 41 RF            |
| 1964 hiver  | Marseille Piscine Vallier (25 m)                | non disputé                      |           |       |                                   |                             |
| 1964 été    | Paris Georges Vallerey                          | Patrick Ramoïno                  |           |       | AS Montferrand                    | 2 min 38 s 8 RF             |
| 1965 hiver  | Marseille Piscine Vallier (25 m)                | non disputé                      |           |       |                                   |                             |
| 1965 été    | Paris Georges Vallerey                          | Georges Kiehl                    |           |       | Mulhouse Olympic Natation         | 2 min 37 s 0 RF             |
| 1966 hiver  | Le Mans (25 m)                                  | Georges Kiehl                    |           |       | Mulhouse Olympic Natation         | 2 min 33 s 5                |
| 1966 été    | Paris Georges Vallerey                          | Georges Kiehl                    |           |       | Mulhouse Olympic Natation         | 2 min 37 s 0                |
| 1967 hiver  | Caen (25 m)                                     | Georges Kiehl                    |           |       | Mulhouse Olympic Natation         | 2 min 31 s 5                |
| 1967 été    | Paris Georges Vallerey                          | Georges Kiehl                    |           |       | Mulhouse Olympic Natation         | 2 min 35 s 0 RF             |
| 1968 hiver  | Montreuil                                       | Marc de Herdt                    |           |       | Racing Club de France             | 2 min 36 s 4                |
| 1968 été    | Paris Georges Vallerey                          | Georges Kiehl                    |           |       | Mulhouse Olympic Natation         | 2 min 39 s 1                |
| 1969 hiver  | Toulouse                                        | Alain Legrux                     |           |       | S Saint-Maur                      | 2 min 39 s 2                |
| 1969 été    | Paris Georges Vallerey                          | Roger-Philippe Menu              |           |       | SN Lens                           | 2 min 34 s 0                |
| 1970 hiver  | Aix-en-Provence                                 | Roger-Philippe Menu              |           |       | SN Lens                           | 2 min 32 s 4                |
| 1970 été    | Paris Georges Vallerey                          | Roger-Philippe Menu              |           |       | SN Lens                           | 2 min 30 s 6 RF             |
| 1971 hiver  | Montreuil                                       | Bernard Combet                   |           |       | Cercle des nageurs de Marseille   | 2 min 37 s 9                |
| 1971 été    | Paris Georges Vallerey                          | Roger-Philippe Menu              |           |       | Ind. Amiens                       | 2 min 31 s 0                |
| 1972 hiver  | Rouen (25 m)                                    | Roger-Philippe Menu              |           |       | Amiens AC                         | 2 min 30 s 4                |
| 1972 été    | Vittel                                          | Roger-Philippe Menu              |           |       | Amiens AC                         | 2 min 31 s 7                |
| 1973 hiver  | Paris Georges Hermant                           | Bernard Combet                   |           |       | Cercle des nageurs de Marseille   | 2 min 38 s 57               |
| 1973 été    | Vittel                                          | Bernard Combet                   |           |       | Cercle des nageurs de Marseille   | 2 min 33 s 02               |
| 1974 hiver  | Bordeaux                                        | Bernard Combet                   |           |       | Cercle des nageurs de Marseille   | 2 min 31 s 36               |
| 1974 été    | Paris Georges Vallerey                          | Bernard Combet                   |           |       | Cercle des nageurs de Marseille   | 2 min 28 s 69 RF            |
| 1975 hiver  | Troyes                                          | Jacques Gay                      |           |       | CN Narbonnes                      | 2 min 30 s 96               |
| 1975 été    | Paris Georges Vallerey                          | Bernard Combet                   |           |       | Cercle des nageurs de Marseille   | 2 min 27 s 20 RF            |
| 1976 hiver  | Tarbes                                          | Bernard Combet                   |           |       | Cercle des nageurs de Marseille   | 2 min 29 s 13               |
| 1976 été    | Paris Georges Vallerey                          | Jacques Gay                      |           |       | FLL Narbonnes                     | 2 min 31 s 49               |
| 1977 hiver  | Rennes                                          | Olivier Borios                   |           |       | Cercle des nageurs d'Antibes      | 2 min 29 s 61               |
| 1977 été    | Paris Georges Vallerey                          | Olivier Borios                   |           |       | Cercle des nageurs d'Antibes      | 2 min 27 s 88               |
| 1978 hiver  | Lille                                           | Olivier Borios                   |           |       | Cercle des nageurs d'Antibes      | 2 min 26 s 09 RF            |
| 1978 été    | Laval                                           | Olivier Borios                   |           |       | Cercle des nageurs d'Antibes      | 2 min 25 s 04               |
| 1979 hiver  | Nanterre                                        | Olivier Borios                   |           |       | Racing Club de France             | 2 min 25 s 15               |
| 1979 été    | Mulhouse                                        | Jean Soutade                     |           |       | CN Béziers                        | 2 min 27 s 49               |
| 1980 hiver  | Bordeaux                                        | Olivier Borios                   |           |       | Racing Club de France             | 2 min 25 s 24               |
| 1980 été    | Brive-la-Gaillarde                              | Olivier Borios                   |           |       | Racing Club de France             | 2 min 28 s 12               |
| 1981 hiver  | La Rochelle                                     | Olivier Borios                   |           |       | Racing Club de France             | 2 min 27 s 32               |
| 1981 été    | Dunkerque                                       | Olivier Borios                   |           |       | Racing Club de France             | 2 min 24 s 70               |
| 1982 hiver  | Toulouse                                        | Nicolas Boucher                  |           |       | Dauphins du TOEC                  | 2 min 23 s 06               |
| 1982 été    | Megève                                          | Nicolas Boucher                  |           |       | Dauphins du TOEC                  | 2 min 27 s 96               |
| 1983 hiver  | Tours                                           | Thierry Pata                     |           |       | Natation 66                       | 2 min 27 s 85               |
| 1983 été    | Bordeaux                                        | Thierry Pata                     |           |       | Natation 66                       | 2 min 23 s 55               |
| 1984 hiver  | Strasbourg                                      | Thierry Pata                     |           |       | Natation 66                       | 2 min 22 s 55               |
| 1984 été    | Paris Georges Vallerey                          | Thierry Pata                     |           |       | Natation 66                       | 2 min 19 s 59 RF            |
| 1985 hiver  | Aix-en-Provence                                 | Thierry Pata                     |           |       | Natation 66                       | 2 min 20 s 82               |
| 1985 été    | Dunkerque                                       | Thierry Pata                     |           |       | Natation 66                       | 2 min 22 s 03               |
| 1986 hiver  | Rennes                                          | Thierry Pata                     |           |       | Mulhouse Olympic Natation         | 2 min 22 s 54               |
| 1986 été    | Millau                                          | Thierry Pata                     |           |       | Mulhouse Olympic Natation         | 2 min 22 s 10               |
| 1987 hiver  | Mulhouse                                        | Thierry Pata                     |           |       | Mulhouse Olympic Natation         | 2 min 19 s 29               |
| 1987 été    | Strasbourg                                      | David Leblanc                    |           |       | Racing Club de France             | 2 min 19 s 60               |
| 1988 hiver  | Vittel                                          | David Leblanc                    |           |       | Racing Club de France             | 2 min 19 s 22               |
| 1988 été    | Dunkerque                                       | Cédric Pénicaud                  |           |       | OC Limoges                        | 2 min 17 s 43 RF            |
| 1989 hiver  | Forbach                                         | Cédric Pénicaud                  |           |       | OC Limoges                        | 2 min 17 s 39 RF            |
| 1989 été    | Paris Georges Vallerey                          | Cédric Pénicaud                  |           |       | OC Limoges                        | 2 min 16 s 63 RF            |
| 1990 hiver  | La Rochelle                                     | Cédric Pénicaud                  |           |       | OC Limoges                        | 2 min 16 s 45 RF            |
| 1990 été    | Narbonne                                        | Cédric Pénicaud                  |           |       | OC Limoges                        | 2 min 15 s 56 RF            |
| 1991 hiver  | Saint-Étienne                                   | Cédric Pénicaud                  |           |       | OC Limoges                        | 2 min 16 s 48               |
| 1991 été    | Millau                                          | Cédric Pénicaud                  |           |       | OC Limoges                        | 2 min 14 s 56 RF            |
| 1992 hiver  | Dunkerque                                       | Christophe Bourdon               |           |       | Dauphins de Créteil               | 2 min 15 s 56               |
| 1992 été    | Mennecy                                         | Jean-Lionel Rey                  |           |       | Racing Club de France             | 2 min 17 s 61               |
| 1993 hiver  | Mennecy                                         | Stéphane Vossart                 |           |       | AAE Péronne                       | 2 min 15 s 77               |
| 1993 été    | Paris Georges Vallerey                          | Jean-Lionel Rey                  |           |       | Racing Club de France             | 2 min 17 s 27               |
| 1994 hiver  | Lille                                           | Cédric Pénicaud                  |           |       | Cercle des nageurs de Cannes      | 2 min 16 s 13               |
| 1994 été    | Aix-les-Bains                                   | Cédric Pénicaud                  |           |       | Cercle des nageurs de Cannes      | 2 min 17 s 08               |
| 1995 hiver  | Mennecy                                         | Stéphan Perrot                   | 1977      | 18    | Nice Olympic Natation             | 2 min 14 s 19 RF            |
| 1995 été    | Canet-en-Roussillon                             | Jean-Lionel Rey                  |           |       | Racing Club de France             | 2 min 17 s 48               |
| 1996 hiver  | Dunkerque                                       | Stéphan Perrot                   | 1977      | 18    | Nice Olympic Natation             | 2 min 14 s 97               |
| 1996 été    | Montpellier                                     | Yohan Bernard                    | 1974      | 22    | Cercle des nageurs de Cannes      | 2 min 17 s 59               |
| 1997        | Mennecy                                         | Jean-Christophe Sarnin           | 1976      | 21    | Alliance Dijon Natation           | 2 min 14 s 86               |
| 1998        | Amiens                                          | Stéphan Perrot                   | 1977      | 21    | Cercle des Nageurs de Cannes      | 2 min 13 s 77               |
| 1999        | Dunkerque                                       | Stéphan Perrot                   | 1977      | 22    | Cercle des Nageurs de Cannes      | 2 min 13 s 62               |
| 2000        | Rennes                                          | Yohan Bernard                    | 1974      | 26    | Cercle des nageurs de Cannes      | 2 min 12 s 48               |
| 2001        | Chamalières                                     | Yohan Bernard                    | 1974      | 27    | Cercle des nageurs de Cannes      | 2 min 15 s 04               |
| 2002        | Chalon-sur-Saône                                | Yohan Bernard                    | 1974      | 28    | Cercle des nageurs de Cannes      | 2 min 13 s 26               |
| 2003        | Saint-Étienne                                   | Yohan Bernard                    | 1974      | 29    | Cercle des nageurs de Cannes      | 2 min 13 s 61               |
| 2004        | Dunkerque                                       | Ian Edmond (open) Hugues Duboscq | 1978 1981 | 26 23 | Royaume-Uni Club Nautique Havrais | 2 min 13 s 18 2 min 14 s 51 |
| 2005        | Nancy                                           | Hugues Duboscq                   | 1981      | 24    | Club Nautique Havrais             | 2 min 14 s 50               |
| 2006        | Tours                                           | Hugues Duboscq                   | 1981      | 25    | Club Nautique Havrais             | 2 min 14 s 54               |
| 2007        | Saint-Raphaël                                   | Hugues Duboscq                   | 1981      | 26    | Club Nautique Havrais             | 2 min 14 s 20               |
| 2008        | Dunkerque                                       | Hugues Duboscq                   | 1981      | 27    | Club Nautique Havrais             | 2 min 10 s 38               |
| 2009        | Montpellier                                     | Tony de Pellegrini               | 1981      | 27    | Bayonne-Aviron Bayonnais          | 2 min 11 s 42               |
| 2010        | Saint-Raphaël                                   | Hugues Duboscq                   | 1981      | 29    | Club Nautique Havrais             | 2 min 12 s 38               |
| 2011        | Strasbourg                                      | Hugues Duboscq                   | 1981      | 30    | Club Nautique Havrais             | 2 min 11 s 99               |
| 2012        | Dunkerque                                       | Hugues Duboscq                   | 1981      | 31    | Club Nautique Havrais             | 2 min 13 s 27               |
| 2013        | Rennes                                          | William Debourges                | 1991      | 22    | Cercle des nageurs d'Antibes      | 2 min 13 s 85               |
| 2014        | Chartres                                        | Thomas Dahlia                    | 1991      | 23    | Cercle des nageurs d'Antibes      | 2 min 11 s 43               |